# قاسم جداين
قاسم جداين (1939 - 8 يناير 2012 )، صحفي مغربي وقيدوم الإذاعيين بمدينة وجدة. بدأ عمله بإذاعة وجدة سنة 1962 بالإشراف على قسم الإنتاج ويربط الاتصالات بالبرامج الرياضية كما كان يعلق على الحفلات الرسمية والدينية. اشتهر بإلقائه كلمة الافتتاح بمناسبة ذكرى ثورة الملك والشعب، يعتبر من أصغر رجال المقاومة سناً بالجهة الشرقية. سنة 1999 أُحيل على التقاعد